# یواس‌آرسی فوروارد (۱۸۴۲)
یواس‌آرسی فوروارد (۱۸۴۲) (به انگلیسی: USRC Forward (1842)) یک کشتی بود که طول آن ۸۹ فوت (۲۷ متر) بود. این کشتی در سال ۱۸۴۲ ساخته شد.